# دونالد كين
دونالد كين (بالإنجليزية: Donald Keene)‏ (18 يونيو 1922 في نيويورك - 24 فبراير 2019 في طوكيو (اليابان)) لغوي، ومترجم، وكاتب، وأستاذ جامعي من الولايات المتحدة.

## الجوائز
- وسام الشمس المشرقة من الرتبة الثانية
- وسام الثقافة
- جائزة كيكوتشي كان [الإنجليزية]‏
- الجائزة الكبرى للأدب الياباني  [لغات أخرى]‏
- صاحب الاستحقاق الثقافي  [لغات أخرى]‏
- جائزة أساهي